# Пляжи Фороса
Пляжи Фороса — пляжи на территории посёлка городского типа Фороса, городской округ Ялта Республики Крым.
Берег и дно из мелкой гальки. Поскольку здесь существуют два мощных течения, вода на пляжах Фороса постоянно обновляется и является самой чистой на Южном берегу Крыма. Из-за этих же течений температура воды моря может значительно меняться в течение короткого промежутка времени. Морская глубина варьируется от 3 до 6 метров.
В Форосе несколько пляжей:
- главный пляж Зеленый находится в центре поселка;
- рядом с санаторием «Форос» находится «Розовый пляж»;
- чуть восточнее «Розового пляжа» — «Холодный»;
- пляж в «Тихой бухте», за пограничной заставой;
- дикий пляж возле мыса Чехова;
- пляж пансионата имени Терлецкого;
- пляж санатория «Форос»;
- дикий пляж «Деревяшка» или нудистский пляж;
- несколько частных пляжей, которые прилегают к коттеджам и виллам.